# CAER

Steagul Consiliului de Ajutor Economic Reciproc

Consiliul de Ajutor Economic Reciproc (CAER) a fost creat la inițiativa URSS-ului în 1949, ca organizație economică a statelor comuniste europene, pentru a constitui un echivalent al OECE-ului (Organizația Europeana pentru Cooperare Economica); CAER-ul a fost răspunsul la Planul Marshall al americanilor. El avea misiunea de a stimula comerțul dintre țările din blocul estic. În realitate, URSS-ul nu a putut oferi țărilor comuniste un ajutor comparabil cu cel acordat de SUA țărilor occidentale.  
Membre ale CAER-ului erau: URSS-ul, Germania de Est (RDG-ul), Bulgaria, Polonia, Cehoslovacia, Ungaria și România. Alte țări comuniste neeuropene (Mongolia, Cuba, Vietnamul) au luat și ele parte în ultimii ani la unele sesiuni ale Consiliului. Numai R.S.F. Iugoslavia a avut statut de membru asociat, începând de la 1964. La activitatea CAER-ului nu au luat parte Republica Populară Chineză și Coreea de Nord, Albania părăsind mai târziu.   
Secretariatul și multe din Comisiile CAER-ului aveau sediul la Moscova. CAER-ul nu a reușit să îndeplinească rolul pentru care fusese creat, în principal datorită sistemului planificat centralizat al economiei statelor membre, schimburile de mărfuri continuând să se desfășoare prin tratative bilaterale cu păstrarea echilibrului balanței de plăți. Îndeosebi începând din anul 1962, delegațiile române în CAER au avut o poziție critică în CAER la adresa propunerilor sovietice de integrare a economiilor acestor țări. Drept urmare a schimbărilor politice din anii 1989 și 1990, CAER-ul s-a autodesființat în 1991. 
Albania a încetat participarea la activitățile CAER-ului de la 1961, după ruptura sovieto-albaneză, dar s-a retras oficial de-abia la 1987. Germania de Est s-a reunit cu cea de Vest la 1990.
| Nume oficial                                                                           | Data accederii | Continentul      | Capitala        | Arie (km²) | Populație (1989) | Densitate (per kmp) | Valută              | Limbi oficiale |
| -------------------------------------------------------------------------------------- | -------------- | ---------------- | --------------- | ---------- | ---------------- | ------------------- | ------------------- | -------------- |
| Republica Populară Socialistă a Albaniei (Republika Popullore Socialiste e Shqipërisë) | Februarie 1949 | Europa de S-E    | Tirana          | 28.748     | 3.512.317        | 122,2               | Lek-ul albanez      | Albaneză       |
| Republica Populară a Bulgariei (Народна република България)                            | Ianuarie 1949  | Europa de S-E    | Sofia           | 110.994    | 9.009.018        | 81,2                | Levă bulgară        | Bulgara        |
| Republica Cubei (República de Cuba)                                                    | Iulie 1972     | America Centrală | Havana          | 109.884    | 10.486.110       | 95,4                | Peso-ul cubanez     | Spaniolă       |
| Republica Socialistă Cehoslovacă (Československá socialistická republika)              | Ianuarie 1949  | Europa Centrală  | Praga           | 127.900    | 15.658.079       | 122,4               | Coroană cehoslovacă | Cehă & slovacă |
| Republica Democrată Germană (Deutsche Demokratische Republik)                          | 1950           | Europa Centrală  | Berlinul de Est | 108.333    | 16.586.490       | 153,1               | Marcă est-germană   | Germană        |
| Republica Populară Maghiară (Magyar Népköztársaság)                                    | Ianuarie 1949  | Europa de S-E    | Budapesta       | 93.030     | 10.375.323       | 111,5               | Forintul maghiar    | Maghiara       |
| Republica Populară Mongolă (Бүгд Найрамдах Монгол Ард Улс)                             | 1962           | Asia de Est      | Ulaanbaatar     | 1.564.116  | 2.125.463        | 1,4                 | Tugrik-ul mongol    | Mongola        |
| Republica Populară Poloneză (Polska Rzeczpospolita Ludowa)                             | Ianuarie 1949  | Europa Centrală  | Varșovia        | 312.685    | 38.094.812       | 121,8               | Zlotul polonez      | Poloneza       |
| Republica Socialistă România                                                           | Ianuarie 1949  | Europa de S-E    | București       | 238.391    | 23.472.562       | 98,5                | Leul românesc       | Română         |
| Uniunea Republicilor Socialiste Sovietice (Союз Советских Социалистических Республик)  | Ianuarie 1949  | Europa / Asia    | Moscova         | 22.402.200 | 286.730.819      | 12,8                | Rublă sovietică     | Nici una       |
| Republica Socialistă a Vietnamului (Cộng hòa xã hội chủ nghĩa Việt Nam)                | 1978           | Asia de S-E      | Hanoi           | 332.698    | 66.757.401       | 200,7               | Dong-ul vietnamez   | Vietnameza     |

## Organe de bază

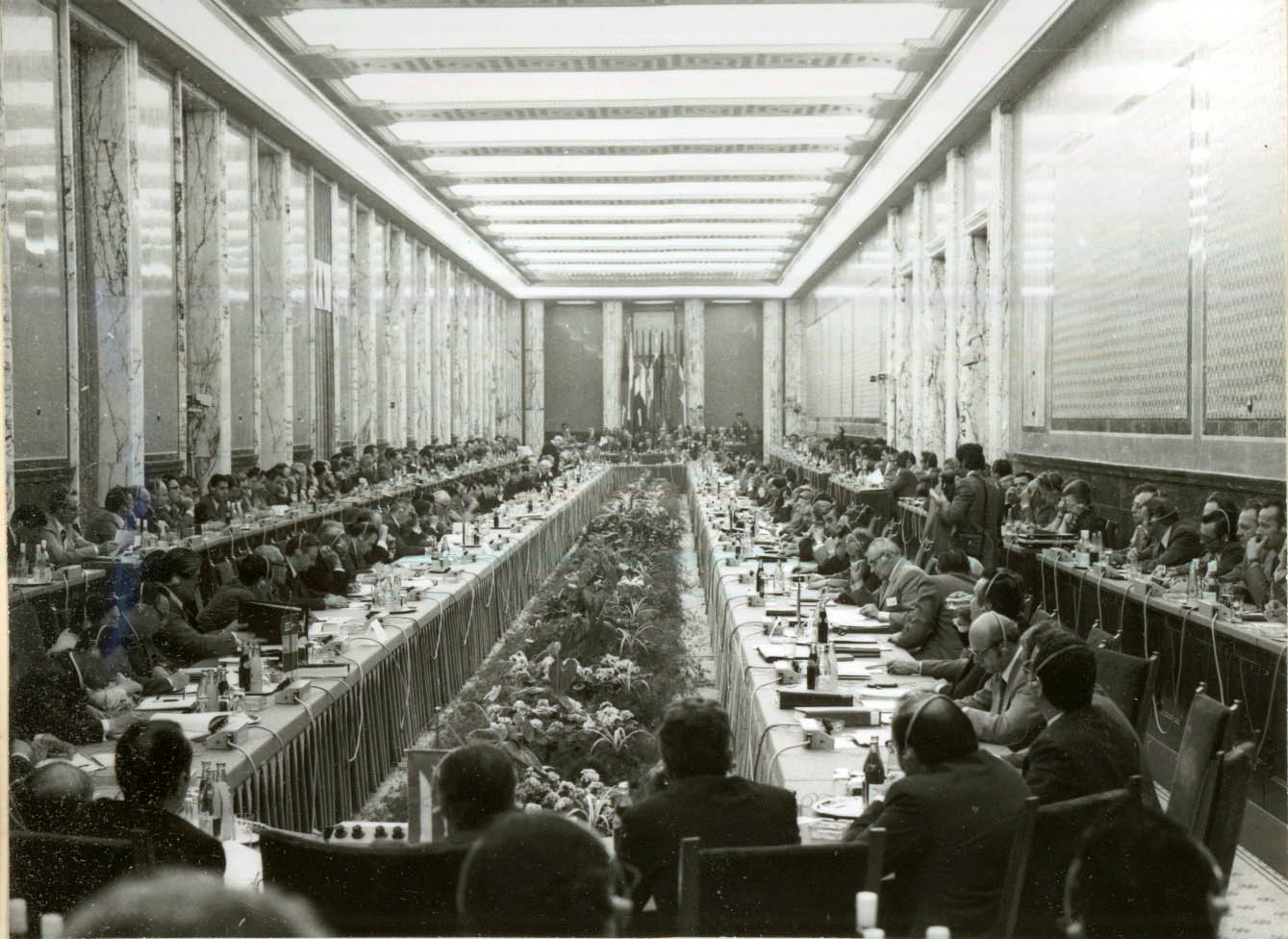
Ședință a Consiliului de Ajutor Economic Reciproc (1978, București)

- Sesiunea Consiliului, este organul suprem al CAER-ului. Ea este împuternicită să dezbată toate problemele care intră în competența Consiliului și să adopte recomandări și hotărâri conform prezentului Statut
- Consfătuirea Reprezentanților țărilor în Consiliu
- Comisiile permanente
- Secretariatul